# Crkva Presvetog Trojstva u Krapinskim Toplicama
Crkva Presvetog Trojstva je rimokatolička crkva u gradu Krapinske Toplice, zaštićeno kulturno dobro.

## Opis dobra
Crkva je smještena u starom središtu naselja na uzvisini. Sagradio ju je Josip Lebenvein u razdoblju od 1829. – 1832., dok je toranj podignut 1855. g. Tlocrtno-prostornu dispoziciju čine ulazni prostor nad kojim se uzdiže zvonik, dvotravejni brod i svetište zaključeno plitkom polukružnom apsidom. Vanjsko oplošje zidova artikulirano je potprozornim vijencem i vijencem koji opisuje same prozorske lukove, dok je glavno pročelje definirano zvonikom, jednostavnom biforom i dvjema nišama s kipovima sv. Petra i Pavla. Od 1857. godine postupno se oprema inventarom, te predstavlja izvrstan primjer cjelovitog neostilskog opremanja crkvenih interijera u razdoblju druge polovice 19. st.

## Zaštita
Pod oznakom Z-2090 zavedena je kao nepokretno kulturno dobro – pojedinačno, pravnog statusa zaštićena kulturnog dobra, klasificirano kao "sakralna graditeljska baština".